# Ragnar Schlyter (ämbetsman)
Ragnar Olof Oscar Ragnarsson Schlyter, född den 3 september 1890 i Karlskrona, död den 11 februari 1954 på Lidingö, var en svensk ingenjör och ämbetsman. Han var son till Ragnar Schlyter.
Schlyter avlade avgångsexamen vid Kungliga tekniska högskolan 1914. Han var arbetschef vid kraftstationsbyggnad 1914–1916 och avdelningschef vid Statens provningsanstalt 1917–1939 samt grundare av dess väglaboratorium och brand- och trätekniska laboratorium. Schlyter var överdirektör och chef för Statens hantverksinstitut från 1939. Han var sekreterare i Tekniska museet 1923–1932 och speciallärare vid Kungliga tekniska högskolan 1933–1948. Schlyter var ordförande i Genealogiska föreningen i Stockholm (hedersledamot 1948), i Blekinge gille (hedersledamot 1946) och i Blekinge gille i Saint Paul i Minnesota (hedersledamot 1950) samt styrelseledamot i Svenska eldbegängelseföreningen och i Norra krematoriet. Schlyter publicerade uppsatser i svenska och utländska facktidskrifter (sammanförda i Samlade skrifter I–III, 1928–1940), medarbetade i Nordisk familjebok och redigerade Lidingöboken 1932–1936, Hantverk och kultur årligen från 1942 samt Blekingsekan 1946 med mera. Han blev Doktor-Ingenieur honoris causa vid Tekniska högskolan i Braunschweig 1941. Schlyter var ledamot av Svenska uppfinnareföreningen och av Deutsche Akademie für Bauforschung i Berlin samt hedersledamot av vetenskapliga sällskapet i Braunschweig från 1948. Han blev riddare av Vasaorden 1926 och av Nordstjärneorden 1935. Schlyter är begravd på Lidingö kyrkogård.